# Sveučilišni grad Caracasa
Sveučilišni grad Caracasa (šp. Ciudad Universitaria de Caracas; skr. CUC) je gradski kampus Središnjeg sveučilišta Venezuele (Universidad Central de Venezuela ili skr. CUV) koji se nalazi na sjeveru glavnog grada Venezuele, Caracasa. Ciudad Universitaria je izvorno pokrivao 1,64 km², a danas je proširen na 2,2 km² u općini Libertador.
Sagrađen je od 1940. – 60. godine po planu venezuelanskog arhitekta Carlosa Raúla Villanueve i smatra se za izvanredan primjer moderne arhitekture. 
Zbog toga je središnji gradski kampus CUV-a upisan na UNESCO-ov popis mjesta svjetske baštine u Amerikama 2000. godine kao "jasno definiran kompleks u kojemu se veliki broj građevina različitih namjena, od kojih su neka remek-djela arhitekture (poput Velike dvorane, Olimpijskog stadiona i Natkrivenog trga) skladno uklapa s brojnim slikama i skulpturama kao što su Calderovi "Oblaci" u Alua Magni".

## Odlike
Ciudad Universitaria je sagrađen na mjestu stare hacijende Ibarra (koja je izvorno pripadala obitelji Simona Bolivara) i izravno je povezan s novim središtem grada, trgom Plaza Venezuela. 
Predsjednik Isaías Medina Angarita je otkupio hacijendu Ibarra 1942. godine kako bi smjestio Središnje sveučilište Venezuele na veće mjesto jer je preraslo Konvikt sv. Franje u kojemu je bilo smješteno do tada. Projekt je zahtijevao velike radove, ali i zahtjevno urbanističko planiranje i arhitektonski dizajn. arhitekt Villanueva je dobio jedinstvenu priliku da primijeni svoje ideje integracije arhitekture i likovnih umjetnosti velikih razmjera. Naposljetku je kompleks imao 40-ak građevina i postao je najuspješnija primjena ideja funkcionalističke arhitekture (koje su nastale u Bauhausu) u Latinskoj Americi.
Villanueva je tijesno surađivao sa svim umjetnicima koji su pridonijeli svojim idejama, ali i osobnim nadgledanjem tijekom 25 godina izradnje kampusa, sve dok ga narušeno zdravlje nije spriječilo u tome sredinom 1960-ih.

### Umjetnici koji su pridonijeli projektu
| - Hans Arp - André Bloc - Alexander Calder - Wifredo Lam - Henri Laurens - Fernand Léger | - Baltasar Lobo - Alejandro Otero - Antoine Pevsner - Jesús-Rafael Soto - Sophie Taeuber-Arp - Victor Vasarely |

- Panorama CUC-a
- Alejandro Otero, Fakultet arhitekture
- Skulptura Baltasara Loboa
- Skulptura Hansa Arpa
- Victor Vasarely, Oda Maljeviču

## Poveznice
- Ciudad Universitaria (Ciudad de Mexico)
- Ciudad Universitaria (Madrid) (Madrid)

## Vanjske poveznice
- Izloba udruženja Architectural Association iz Londona na natkrivenom trgu  Arhivirana inačica izvorne stranice od 20. travnja 2006. (Wayback Machine)
- Život i djelo Villanueva  Arhivirana inačica izvorne stranice od 19. veljače 2006. (Wayback Machine) (šp.)
- COPRED, Center for preservation of the UCV  Arhivirana inačica izvorne stranice od 13. rujna 2008. (Wayback Machine) (engl.)